# Антоніна (Белхатовський повіт)
Антоніна (пол. Antonina) — село в Польщі, у гміні Русець Белхатовського повіту Лодзинського воєводства.
Населення — 146 осіб (2011).
У 1975-1998 роках село належало до Серадзького воєводства.

## Демографія
Демографічна структура станом на 31 березня 2011 року:
|          | Загалом | Допрацездатний вік | Працездатний вік | Постпрацездатний вік |
| -------- | ------- | ------------------ | ---------------- | -------------------- |
| Чоловіки | 72      | 17                 | 47               | 8                    |
| Жінки    | 74      | 9                  | 38               | 27                   |
| Разом    | 146     | 26                 | 85               | 35                   |